# ورزشگاه شهر (اورشا)
ورزشگاه شهر (به لاتین: City Stadium) یک ورزشگاه در بلاروس است که در اورشا (بلاروس) واقع شده‌است.